# 인도의 재외공관 목록

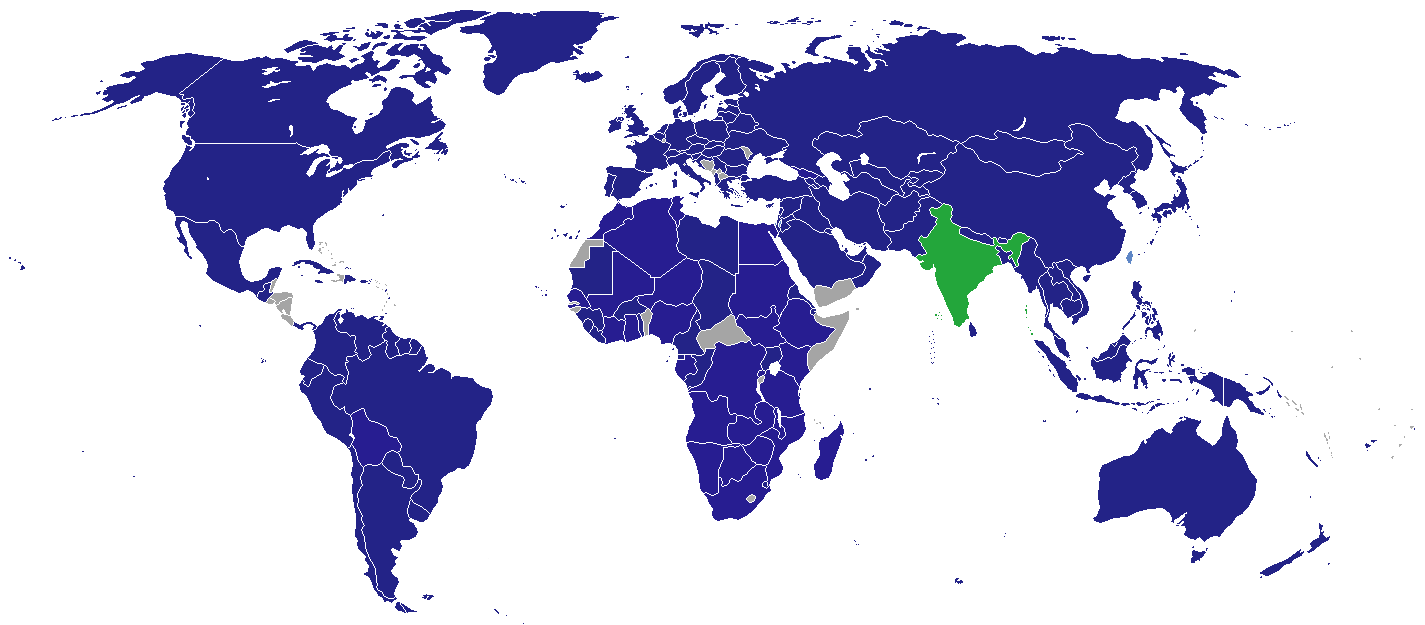
인도의 재외공관

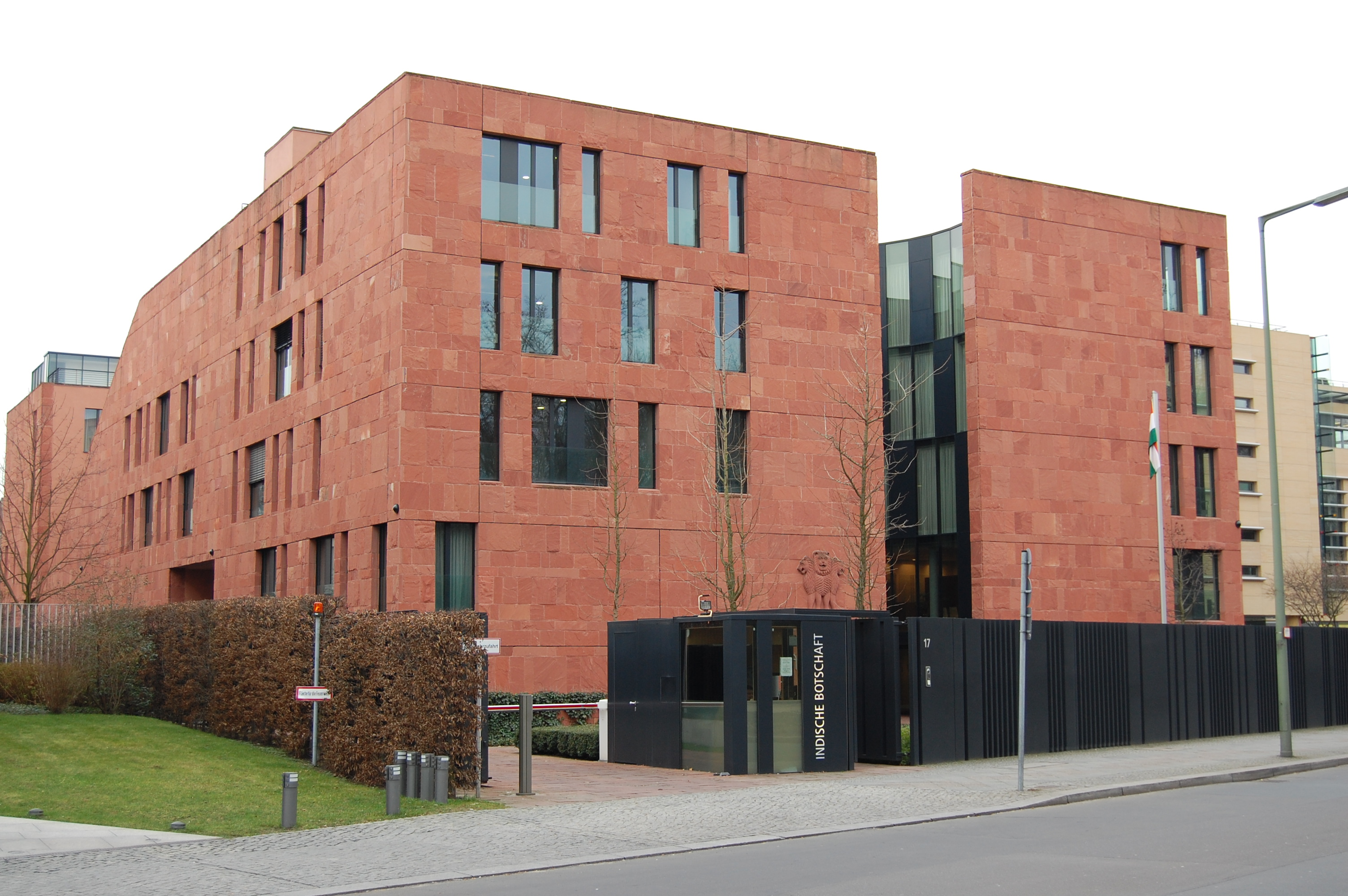
베를린 주재 인도 대사관

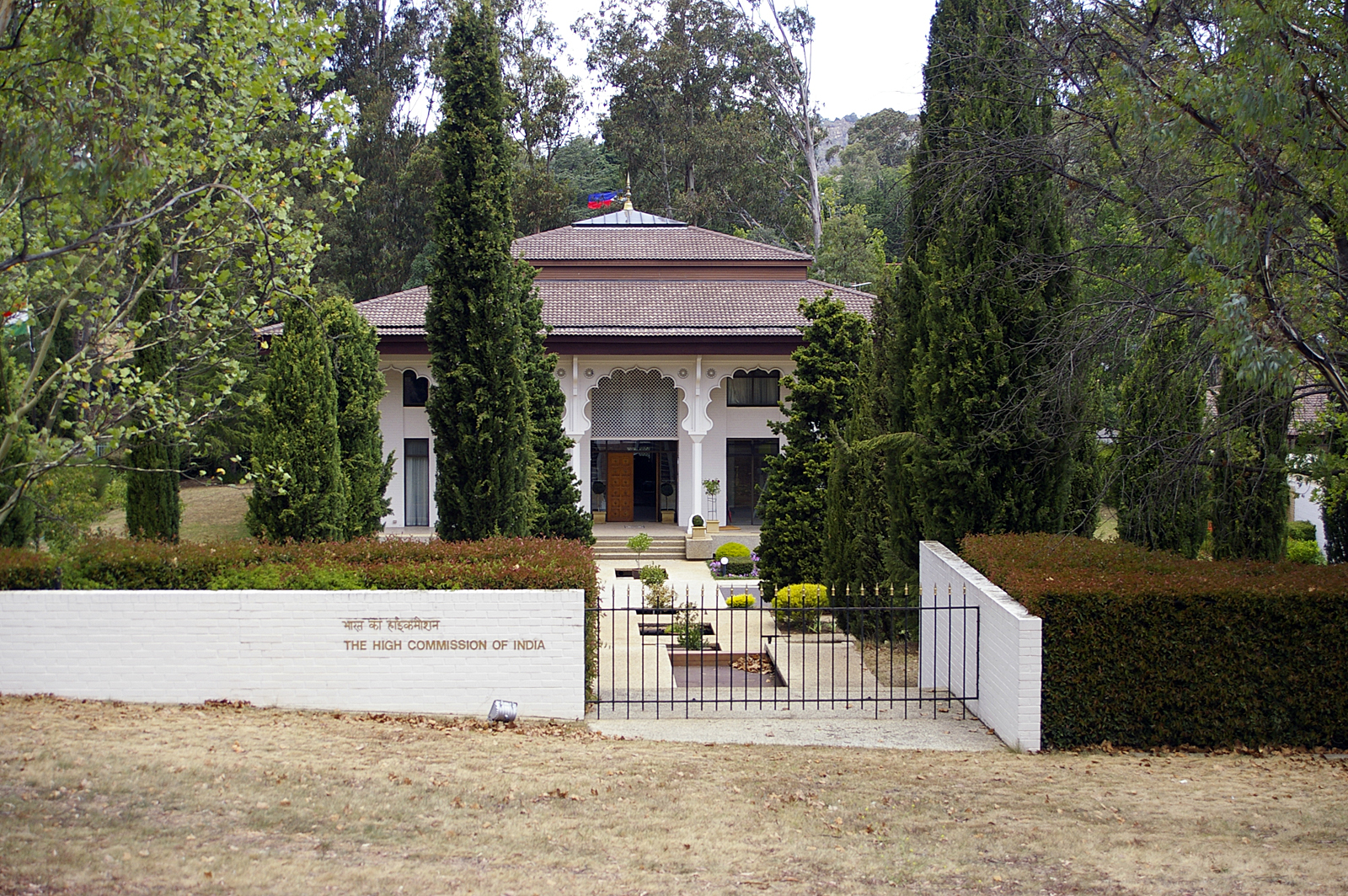
캔버라 주재 인도 고등판무관 사무소

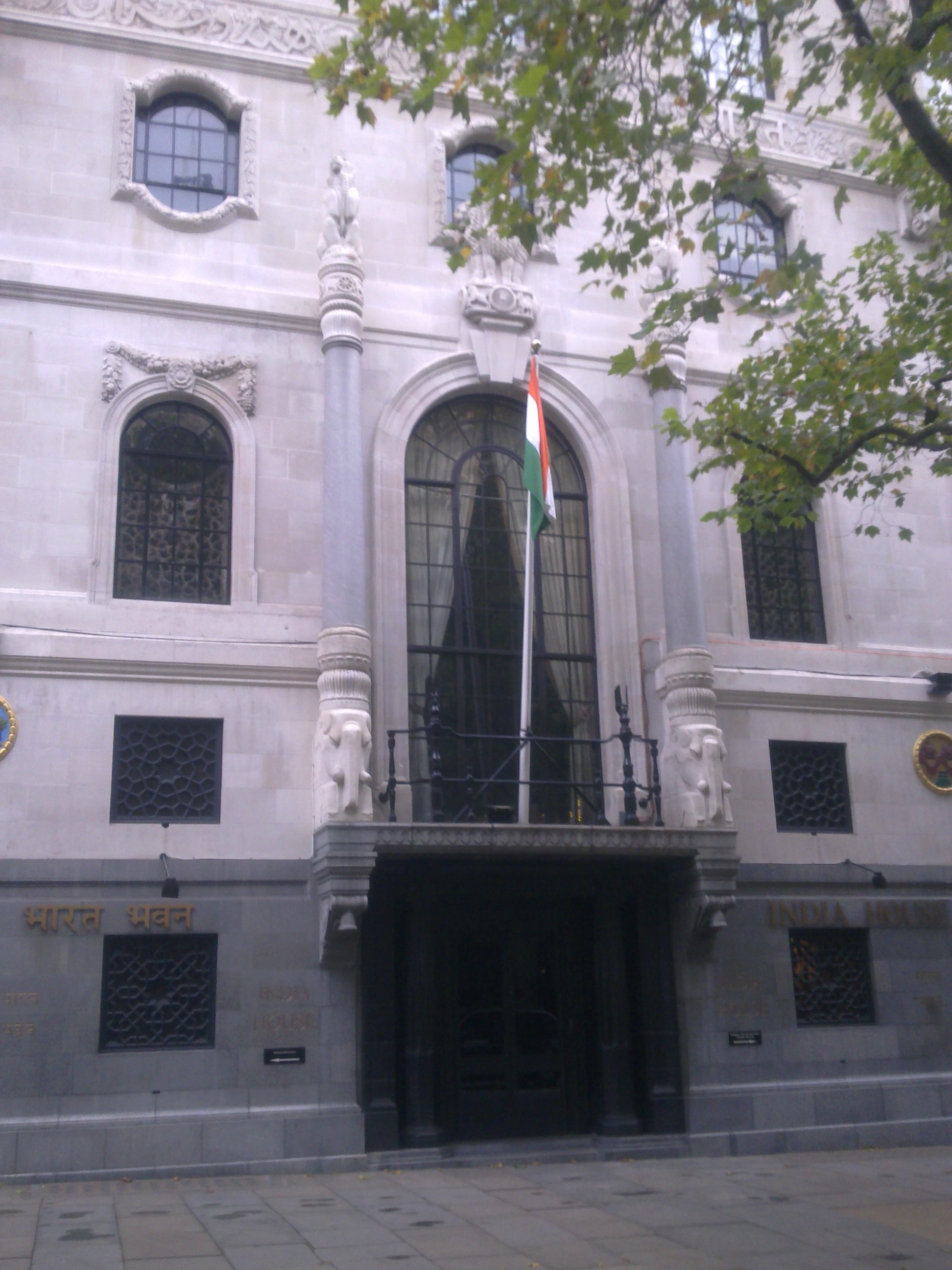
런던 주재 고등판무관 사무소

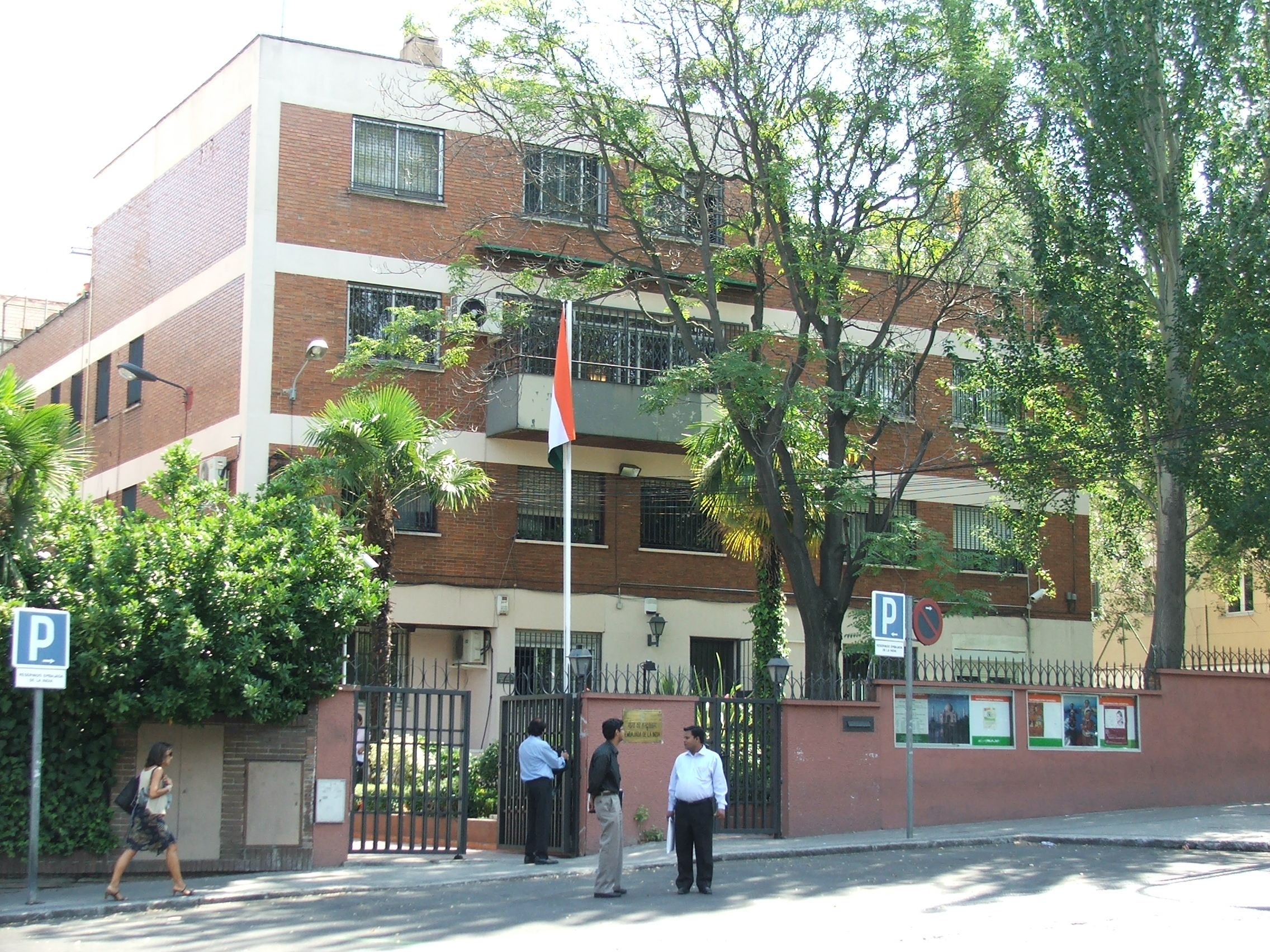
마드리드 주재 인도 대사관

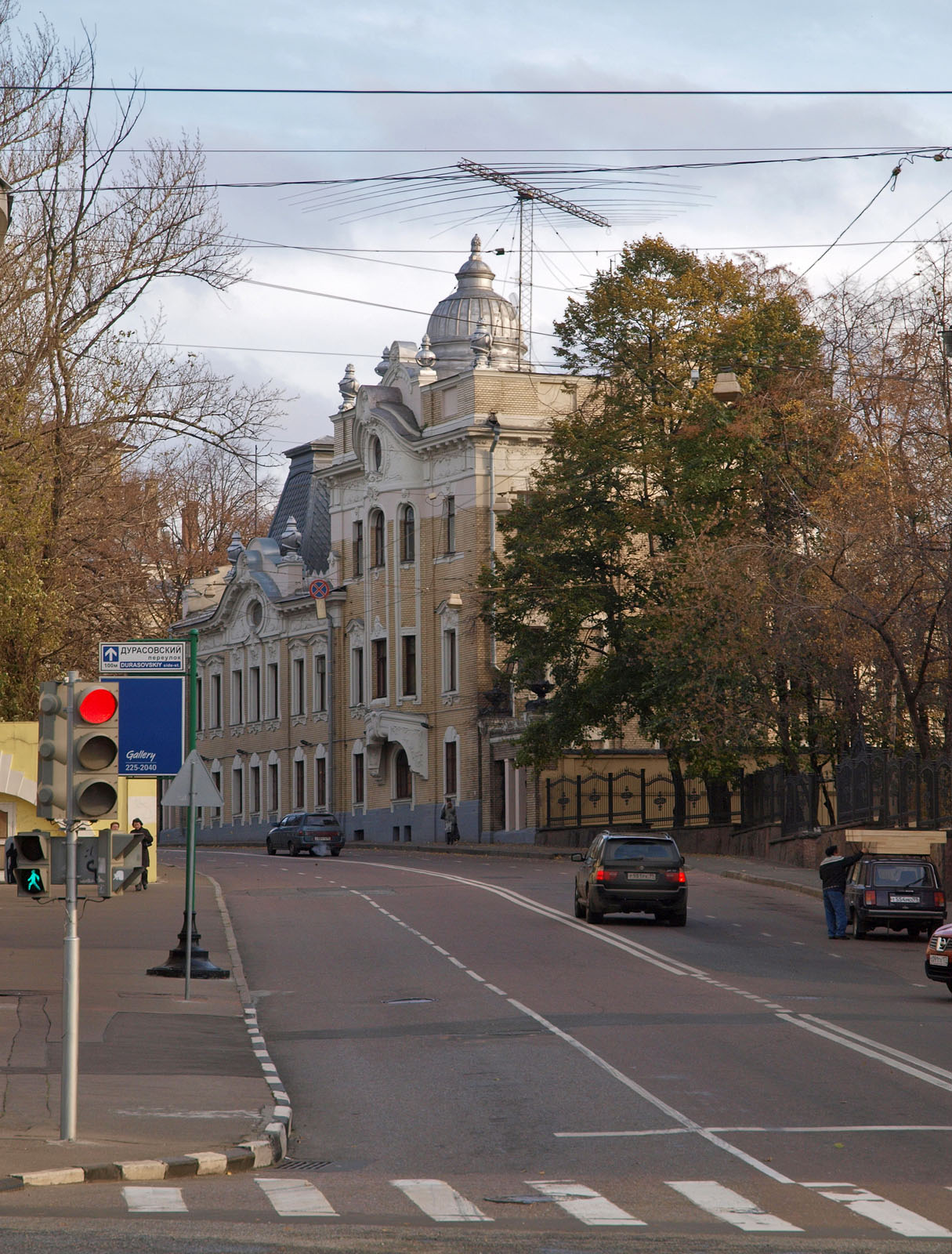
모스크바 주재 인도 대사관

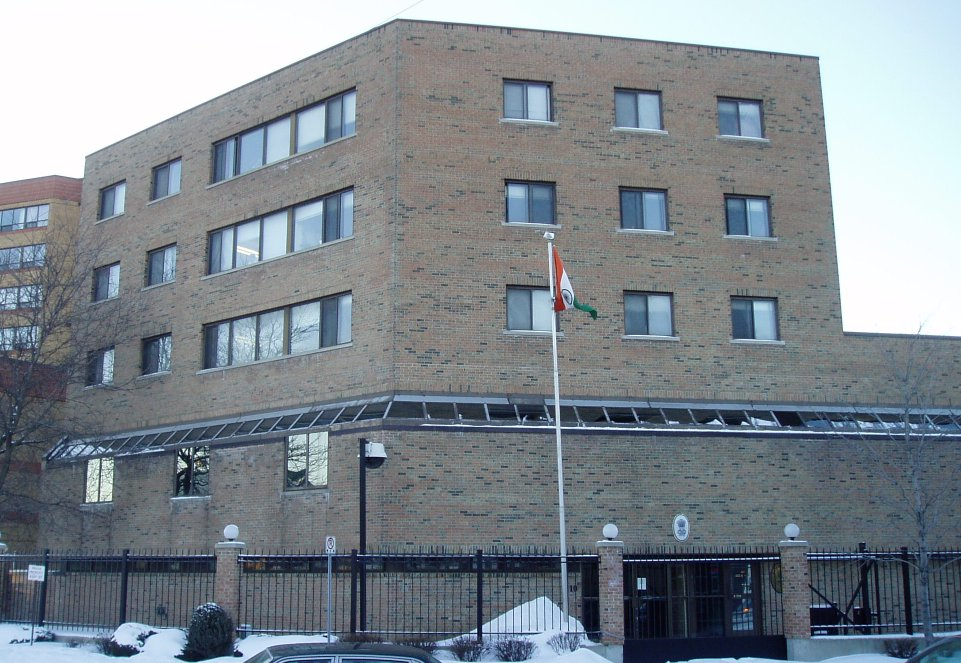
오타와 주재 인도 고등판무관 사무소

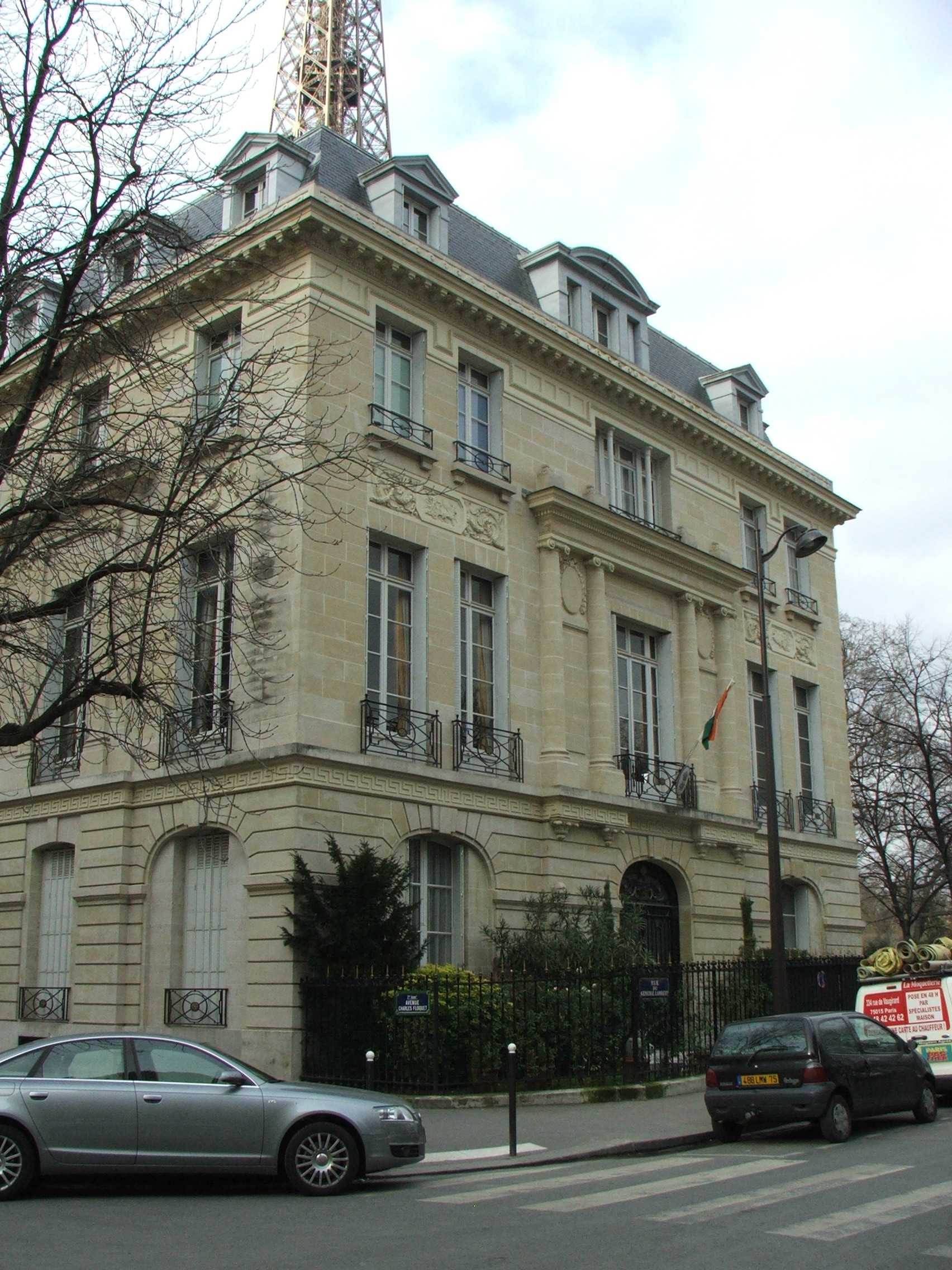
파리 주재 인도 대사관

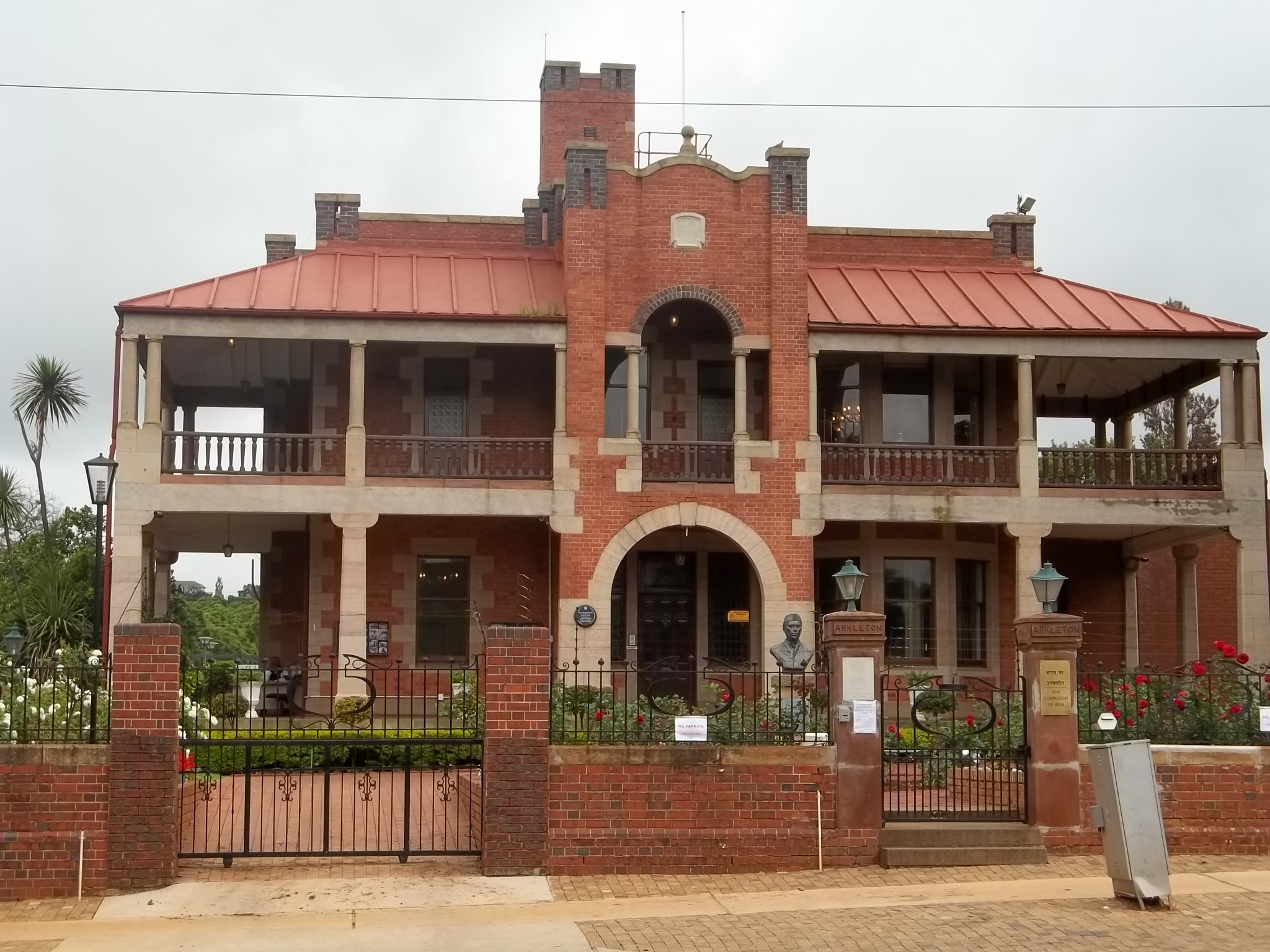
프리토리아 주재 인도 고등판무관 사무소

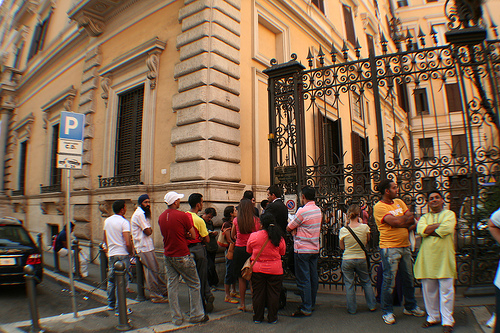
로마 주재 인도 대사관

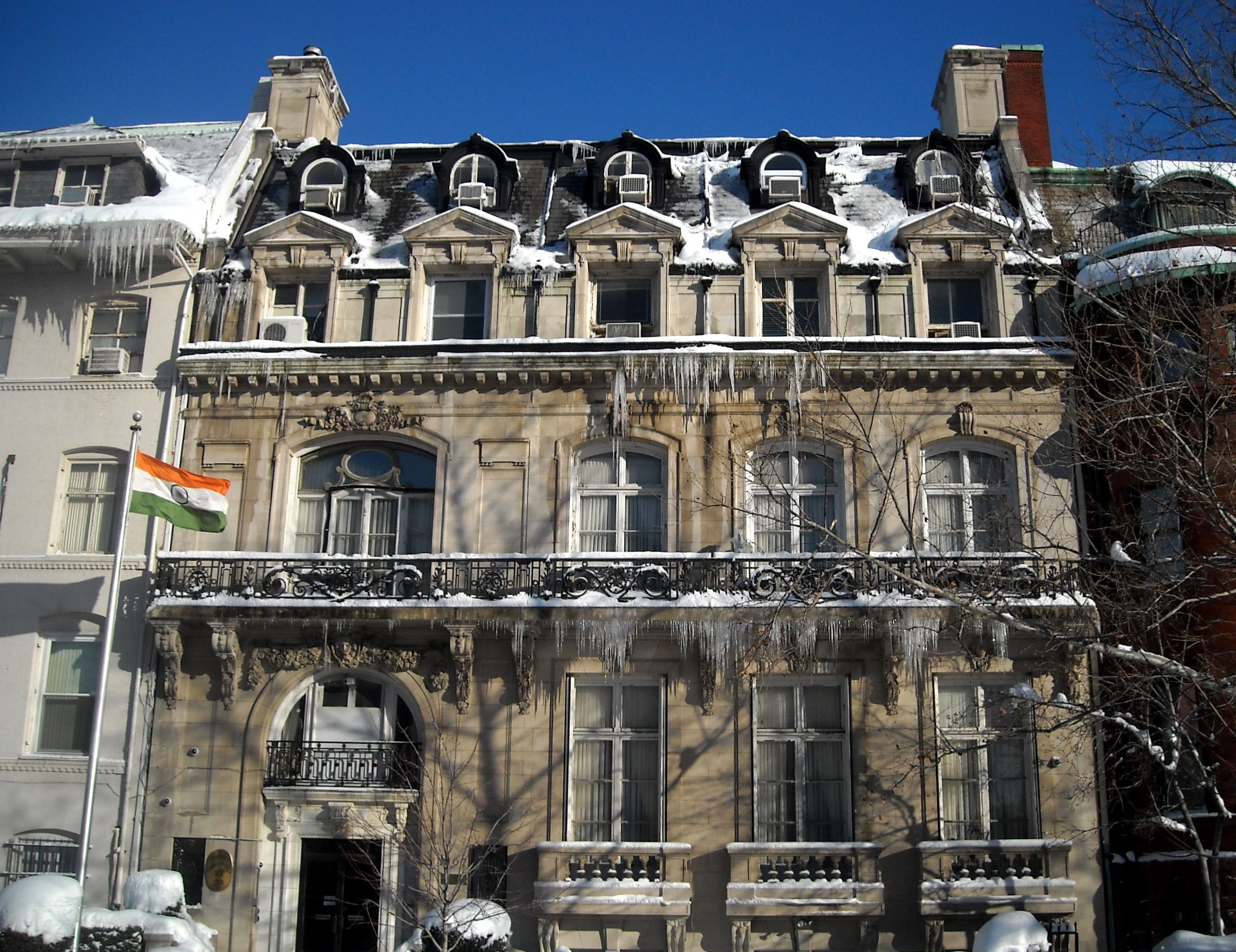
워싱턴 D.C. 주재 인도 대사관

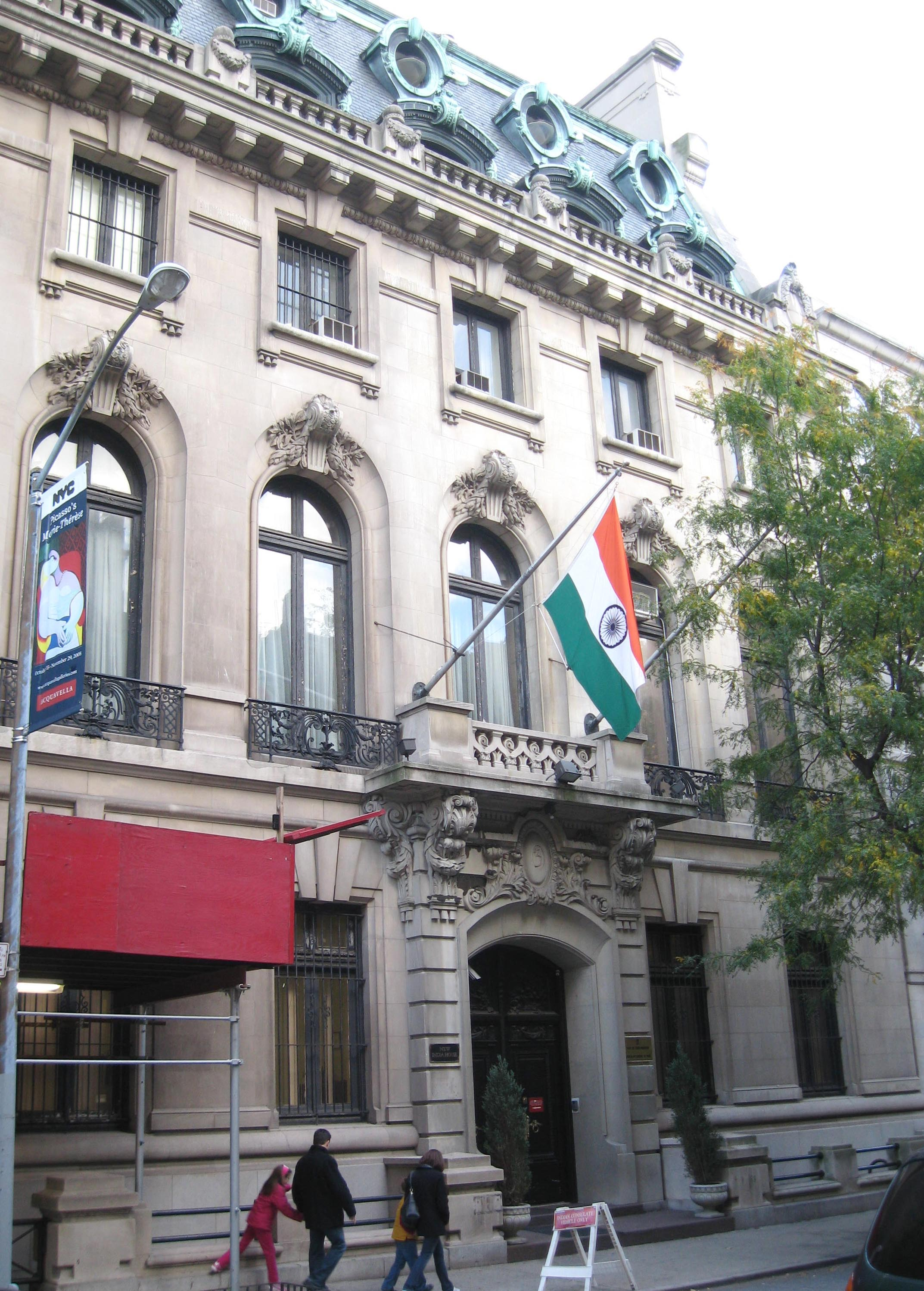
뉴욕 주재 인도 총영사관

인도의 재외공관 목록은 인도 주재 대사관과 고등판무관 사무소를 각국에 상주시켜 놓는 것을 의미하며 인도의 재외공관을 나열한 목록이다.

## 아프리카
- 알제리 : 알제 (대사관)
- 앙골라 : 루안다 (대사관)
- 보츠와나 : 가보로네 (고등판무관 사무소)
- 코트디부아르 : 아비장 (대사관)
- 콩고 민주 공화국 : 킨샤사 (대사관)
- 이집트 : 카이로 (대사관)
- 에티오피아 : 아디스아바바 (대사관)
- 가나 : 아크라 (고등판무관 사무소)
- 케냐 : 나이로비 (고등판무관 사무소), 몸바사 (고등판무관 보조 사무소)
- 리비아 : 트리폴리 (대사관)
- 마다가스카르 : 안타나나리보 (대사관)
- 말라위 : 릴롱궤 (고등판무관 사무소)
- 말리 : 바마코 (대사관)
- 모리셔스 : 포트루이스 (고등판무관 사무소)
- 모로코 : 라바트 (대사관)
- 모잠비크 : 마푸투 (고등판무관 사무소)
- 나미비아 : 빈트후크 (고등판무관 사무소)
- 니제르 : 니아메 (대사관)
- 나이지리아 : 아부자 (고등판무관 사무소), 라고스 (고등판무관 보조 사무소)
- 세네갈 : 다카르 (대사관)
- 세이셸 : 빅토리아 (고등판무관 사무소)
- 남아프리카 공화국 : 프리토리아 (고등판무관 사무소), 케이프타운 (고등판무관 사무소), 더반 (고등판무관 보조 사무소), 요하네스버그 (고등판무관 보조 사무소)
- 남수단 : 주바 (대사관)
- 수단 : 하르툼 (대사관)
- 탄자니아 : 다르에스살람 (고등판무관 사무소), 잔지바르 (총영사관)
- 튀니지 : 튀니스 (대사관)
- 우간다 : 캄팔라 (고등판무관 사무소)
- 잠비아 : 루사카 (고등판무관 사무소)
- 짐바브웨 : 하라레 (대사관)

## 아메리카
- 아르헨티나 : 부에노스아이레스 (대사관)
- 브라질 : 브라질리아 (대사관), 상파울루 (총영사관)
- 캐나다 : 오타와 (고등판무관 사무소), 토론토 (고등판무관 보조 사무소), 밴쿠버 (고등판무관 보조 사무소)
- 칠레 : 산티아고 (대사관)
- 콜롬비아 : 보고타 (대사관)
- 쿠바 : 아바나 (대사관)
- 과테말라 : 과테말라 시 (대사관)
- 가이아나 : 조지타운 (고등판무관 사무소)
- 자메이카 : 킹스턴 (고등판무관 사무소)
- 멕시코 : 멕시코시티 (대사관)
- 파나마 : 파나마시티 (대사관)
- 페루 : 리마 (대사관)
- 수리남 : 파라마리보 (대사관)
- 트리니다드 토바고 : 포트오브스페인 (고등판무관 사무소)
- 미국 : 워싱턴 D.C. (대사관), 애틀랜타 (총영사관), 시카고 (총영사관), 휴스턴 (총영사관), 뉴욕 (총영사관), 샌프란시스코 (총영사관)
- 베네수엘라 : 카라카스 (대사관)

## 아시아
- 아프가니스탄 : 카불 (대사관), 헤라트 (총영사관), 잘랄라바드 (총영사관), 칸다하르 (총영사관), 마자르이샤리프 (총영사관)
- 아르메니아 : 예레반 (대사관)
- 아제르바이잔 : 바쿠 (대사관)
- 바레인 : 마나마 (대사관)
- 방글라데시 : 다카 (고등판무관 사무소), 치타공 (고등판무관 보조 사무소), 라지샤히 (고등판무관 보조 사무소)
- 부탄 : 팀부 (대사관), 푼촐링 (연락 사무소)
- 브루나이 : 반다르스리브가완 (고등판무관 사무소)
- 캄보디아 : 프놈펜 (대사관)
- 중화인민공화국 : 베이징시 (대사관), 광저우시 (총영사관), 홍콩 (총영사관), 상하이시 (총영사관)
- 인도네시아 : 자카르타 (대사관), 메단 (총영사관), 발리 섬 (총영사관)
- 이란 : 테헤란 (대사관), 자헤단 (총영사관), 반다르아바스 (영사관)
- 이라크 : 바그다드 (대사관)
- 이스라엘 : 텔아비브 (대사관)
- 일본 : 도쿄도 (대사관), 오사카시 (총영사관)
- 요르단 : 암만 (대사관)
- 카자흐스탄 : 아스타나 (대사관)
- 조선민주주의인민공화국 : 평양직할시 (대사관)
- 대한민국 : 서울특별시 (대사관)
- 쿠웨이트 : 쿠웨이트시티 (대사관)
- 라오스 : 비엔티안 (대사관)
- 레바논 : 베이루트 (대사관)
- 말레이시아 : 쿠알라룸푸르 (고등판무관 사무소)
- 몰디브 : 말레 (고등판무관 사무소)
- 몽골 : 울란바토르 (대사관)
- 미얀마 : 양곤 (대사관), 만달레이 (총영사관)
- 네팔 : 카트만두 (대사관), 비르간지 (영사관)
- 오만 : 무스카트 (대사관), 살랄라 (영사관)
- 파키스탄 : 이슬라마바드 (고등판무관 사무소)
- 팔레스타인 : 라말라 (대표부 사무소)
- 필리핀 : 마닐라 (대사관)
- 카타르 : 도하 (대사관)
- 사우디아라비아 : 리야드 (대사관), 지다 (총영사관)
- 싱가포르 : 싱가포르 (고등판무관 사무소)
- 스리랑카 : 콜롬보 (고등판무관 사무소), 함반토타 (총영사관), 자프나 (총영사관), 캔디 (고등판무관 보조 사무소)
- 시리아 : 다마스쿠스 (대사관)
- 타이완 : 타이베이시 (인도-타이베이 협회)
- 타지키스탄 : 두샨베 (대사관)
- 태국 : 방콕 (대사관), 치앙마이 (총영사관), 얄라 (총영사관, 개관 예정)
- 튀르키예 : 앙카라 (대사관), 이스탄불 (총영사관)
- 투르크메니스탄 : 아시가바트 (대사관)
- 아랍에미리트 : 아부다비 (대사관), 두바이 (총영사관)
- 우즈베키스탄 : 타슈켄트 (대사관)
- 베트남 : 하노이 (대사관), 호찌민시 (총영사관)
- 예멘 : 사나 (대사관)

## 유럽
- 오스트리아 : 빈 (대사관)
- 벨라루스 : 민스크 (대사관)
- 벨기에 : 브뤼셀 (대사관)
- 불가리아 : 소피아 (대사관)
- 크로아티아 : 자그레브 (대사관)
- 키프로스 : 니코시아 (고등판무관 사무소)
- 체코 : 프라하 (영사관)
- 덴마크 : 코펜하겐 (대사관)
- 핀란드 : 헬싱키 (대사관)
- 프랑스 : 파리 (대사관), 생드니 (총영사관)
- 독일 : 베를린 (대사관), 프랑크푸르트암마인 (총영사관), 함부르크 (총영사관), 뮌헨 (총영사관)
- 그리스 : 아테네 (대사관)
- 헝가리 : 부다페스트 (대사관)
- 아이슬란드 : 레이캬비크 (대사관)
- 아일랜드 : 더블린 (대사관)
- 이탈리아 : 로마 (대사관), 밀라노 (총영사관)
- 네덜란드 : 헤이그 (대사관)
- 노르웨이 : 오슬로 (총영사관)
- 폴란드 : 바르샤바 (대사관)
- 포르투갈 : 리스본 (대사관)
- 루마니아 : 부쿠레슈티 (대사관)
- 러시아 : 모스크바 (대사관), 상트페테르부르크 (총영사관), 블라디보스토크 (총영사관)
- 세르비아 : 베오그라드 (대사관)
- 슬로바키아 : 브라티슬라바 (대사관)
- 스페인 : 마드리드 (대사관)
- 스웨덴 : 스톡홀름 (대사관)
- 스위스 : 베른 (대사관), 제네바 (총영사관)
- 우크라이나 : 키예프 (대사관)
- 영국 : 런던 (고등판무관 사무소), 버밍엄 (고등판무관 보조 사무소), 에든버러 (고등판무관 보조 사무소)

## 오세아니아
- 오스트레일리아 : 캔버라 (고등판무관 사무소), 멜버른 (고등판무관 보조 사무소), 시드니 (고등판무관 보조 사무소), 퍼스 (총영사관)
- 피지 : 수바 (고등판무관 사무소)
- 뉴질랜드 : 웰링턴 (고등판무관 사무소)
- 파푸아뉴기니 : 포트모르즈비 (고등판무관 사무소)

## 대표부
- EU 인도 정부 대표부 : 브뤼셀
- UN 인도 정부 대표부 : 빈, 제네바, 뉴욕
- UNESCO 인도 정부 대표부 : 파리

## 같이 보기
- 인도 주재 외국공관 목록